# Bundesministerium für europäische und internationale Angelegenheiten
Das Bundesministerium für europäische und internationale Angelegenheiten (kurz BMEIA) ist das Außenministerium der Republik Österreich. Dem Ressort der Bundesregierung sind die Außenpolitik, die Vertretung Österreichs gegenüber anderen Staaten (Diplomatie), und aktuelle Fragen der Immigrationsfolgen übertragen. Das Bundesministerium wird seit dem 3. März 2025 von Bundesministerin Beate Meinl-Reisinger (NEOS) geleitet.

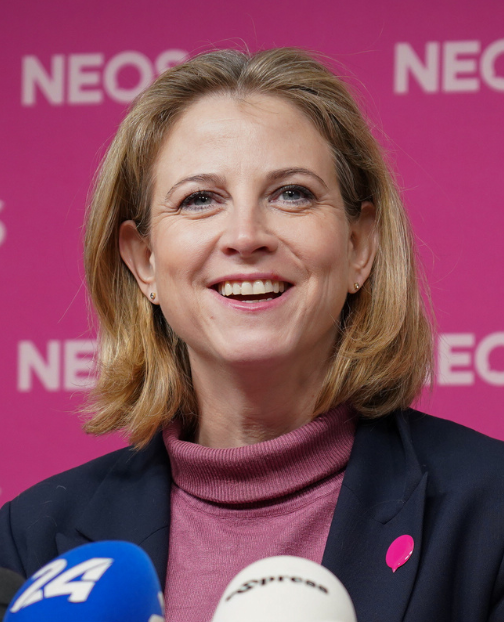
Beate Meinl-Reisinger, Bundesministerin für europäische und internationale Angelegenheiten

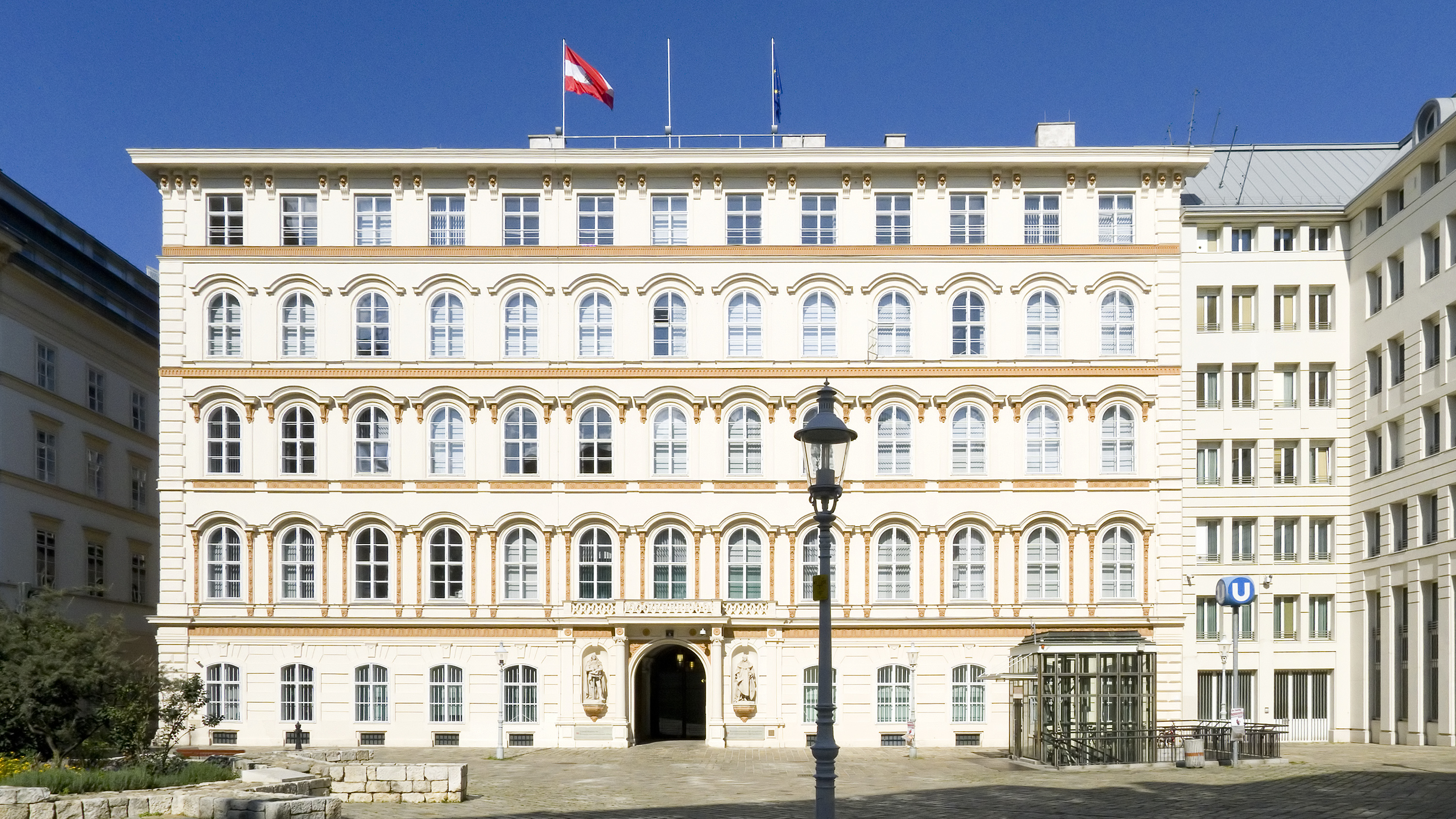
Österreichisches Außenministerium am Minoritenplatz 8

Das ursprünglich als Bundesministerium für Auswärtige Angelegenheiten (BMAA) und ab 1. April 1987 (BGBl. Nr. 78/1987) Bundesministerium für auswärtige Angelegenheiten (BMaA) bezeichnete Bundesministerium wurde unter der Bundesregierung Gusenbauer und deren Außenministerin Ursula Plassnik (ÖVP) mit Wirkung vom 1. März 2007 (BGBl. I Nr. 6/2007) in Bundesministerium für europäische und internationale Angelegenheiten (kurz: BMeiA bzw. BMEIA) umbenannt, um den Aspekt als Europaministerium zu betonen und aus EU-politischen Gründen, damit die anderen EU-Mitgliedstaaten in diesem Namen nicht unter Ausland subsumiert, sondern eigens erwähnt werden. Nach der Bildung der Bundesregierung Faymann II erfolgte am 1. März 2014 (BGBl. I Nr. 11/2014) eine Umbenennung zum Bundesministerium für Europa, Integration und Äußeres. Das Außenministerium führt die Bezeichnung Bundesministerium für europäische und internationale Angelegenheiten erneut seit dem 29. Jänner 2020 (BGBl. I Nr. 8/2020), als die Agenden des Integrationsministeriums auf das Bundeskanzleramt übertragen wurden.

## Bundesminister
Das Ressort für Äußeres war in der Republik seit 1918 nicht immer ein eigenständiges Ministerium, sondern zeitweise Teil des Bundeskanzleramtes, an dessen heutigem Sitz sich das Ministerium lange vor dem Kanzleramt befand.
Seit 3. März 2025 leitet Beate Meinl-Reisinger (NEOS) als 22. Außenministerin der Zweiten Republik (seit 1945) das Ministerium.

## Kompetenzen
Gemäß Bundesministeriengesetz obliegen dem BMEIA „auswärtige Angelegenheiten, soweit sie nicht in die Zuständigkeit eines anderen Bundesministeriums fallen“.
Aufgelistet werden insbesondere:
- Auswärtige Angelegenheiten, soweit sie nicht in die Zuständigkeit eines anderen Bundesministeriums fallen.
  - Angelegenheiten der Außenpolitik in allen Bereichen der staatlichen Vollziehung
  - Angelegenheiten des Völkerrechts
  - Verhandlung von Staatsverträgen
  - Unbeschadet Art. 65 Abs. 1 B-VG Vertretung der Republik Österreich gegenüber ausländischen Staaten und sonstigen Völkerrechtssubjekten einschließlich internationaler Organisationen sowie der Verkehr mit diesen
  - Sonstige Angelegenheiten internationaler Organisationen
  - Angelegenheiten der ausländischen Vertretungsbehörden in Österreich und ihrer Funktionäre sowie der österreichischen Vertretungsbehörden im Ausland
  - Angelegenheiten der Diplomatenpässe
  - Angelegenheiten des zwischenstaatlichen Zeremoniells
  - Angelegenheiten des Auszeichnungswesens, soweit es Ausländer oder ausländische Auszeichnungen und Titel betrifft
  - Schutz österreichischer Staatsbürger und ihres Vermögens im Ausland und gegenüber dem Ausland
  - Vermittlung von Rechts- und Amtshilfe
  - Angelegenheiten der wirtschaftlichen Integration
  - Allgemeine Angelegenheiten des Rechts der Europäischen Union mit Ausnahme der Vertretung der Republik Österreich vor dem Gerichtshof der Europäischen Union.
  - Mitwirkung bei der Koordination in Angelegenheiten der Europäischen Union und Vertretung der österreichischen Interessen in der Europäischen Union.
  - Angelegenheiten der Kooperation mit den Mittel- und Osteuropäischen Staaten und den Staaten der Gemeinschaft der unabhängigen Staaten.
  - Angelegenheiten der Internationalen Atomenergie-Organisation
  - Angelegenheiten der OECD und der in ihrem Rahmen errichteten Organisationen, Einrichtungen und Unternehmungen sowie des Verkehrs mit diesen, soweit sie nicht in den Wirkungsbereich eines anderen Bundesministeriums fallen. Dazu gehören auch die Angelegenheiten der österreichischen Delegation bei der OECD in Paris.
  - Angelegenheiten der kulturellen Auslandsbeziehungen
  - Angelegenheiten der Diplomatischen Akademie
  - Angelegenheiten der Konsulargebühren
  - Verwaltung aller Bauten und Liegenschaften der dem BMEIA unterstehenden österreichischen Vertretungsbehörden im Ausland
  - Angelegenheiten der Entwicklungszusammenarbeit sowie Koordination der internationalen Entwicklungspolitik
  - Angelegenheiten der Zusammenarbeit mit dem UNHCR und dem IKRK
- Angelegenheiten der Deregulierung und Entbürokratisierung, soweit sie nicht in den Wirkungsbereich anderer Bundesministerien fallen.
  - Koordination in Angelegenheiten der Deregulierung und Entbürokratisierung.
  - Beiräte und Expertengruppen in Angelegenheiten der Deregulierung und Entbürokratisierung.

## Organisation
Das Bundesministerium für europäische und internationale Angelegenheiten ist wie folgt gegliedert (Stand: März 2025). Oberster Beamter des Ressorts ist der Generalsekretär für auswärtige Angelegenheiten Nikolaus Marschik.
- Bundesministerin für europäische und internationale Angelegenheiten
  - Kabinett der Bundesministerin
  - Stabsstelle Strategie und Planung
- Staatssekretär
  - Büro des Staatssekretärs
- Generalsekretär für auswärtige Angelegenheiten
  - Generalinspektorat: Innere Revision
  - Datenschutzbeauftragte/r gem. Art. 37 ff DSGVO bzw. § 5 DSG
  - Büro des Generalsekretärs
  - Abteilung I.2: Sicherheitsangelegenheiten
  - Abteilung I.3: Presse und Information
  - Sektion I: Zentrale Angelegenheiten
    - Abteilung I.1: Protokoll
    - Abteilung I.2: Sicherheitsangelegenheiten
    - Abteilung I.3: Presse und Information
    - Abteilung I.4: Amtssitz und Staatenkonferenzen
    - Gruppe I./A: Völkerrechtsbüro
      - Abteilung I.5: Allgemeines Völkerrecht
      - Abteilung I.6: Europarecht
      - Abteilung I.7: Menschenrechte, Volksgruppenangelegenheiten

  - Sektion II: Politische Angelegenheiten
    - Abteilung II.1: Gemeinsame Außen- und Sicherheitspolitik (GASP)
    - Abteilung II.2: Sicherheitspolitische Angelegenheiten (militärische, zivile und hybride Bedrohungen)
    - Abteilung II.3: Russische Föderation; Osteuropa und Südkaukasus; Östliche Partnerschaft; Türkei und Zentralasien
    - Abteilung II.4: Organisation für Sicherheit und Zusammenarbeit in Europa (OSZE); Europarat (EuR)
    - Abteilung II.5: Vereinte Nationen und andere internationale Organisationen
    - Abteilung II.6: Naher und Mittlerer Osten; Südliche Nachbarschaftspolitik der EU
    - Abteilung II.7: Afrika südlich der Sahara; Afrikanische Union (AU)
    - Abteilung II.8: Asien und Pazifik
    - Abteilung II.9: Amerika
    - Abteilung II.10: Abrüstung, Rüstungskontrolle, Non-Proliferation

  - Sektion III: Europa und Wirtschaft
    - Abteilung III.1: Grundsatzfragen Europas
    - Abteilung III.2: EU-Koordination
    - Abteilung III.3: Südtirol und Südeuropa
    - Abteilung III.4: Außenwirtschafts- und Handelsdiplomatie; Wirtschaftliche Versorgungssicherung
    - Abteilung III.5: Organisation für wirtschaftliche Zusammenarbeit und Entwicklung (OECD); Wirtschafts- und Umweltdimension der OSZE
    - Abteilung III.6: Südosteuropa und EU-Erweiterung; Twinning und TAIEX
    - Abteilung III.7: Mittel-, West- und Nordeuropa
    - Abteilung III.8: Unternehmensservice
    - Abteilung III.9: Nachhaltigkeit, Konnektivität und Innovation

  - Sektion IV: Konsularische Angelegenheiten
    - Abteilung IV.1: Bürgerservice, operatives Krisenmanagement im Ausland, Erstauskunftsstelle für konsularische Anfragen
    - Abteilung IV.2: Visa-, Grenz-, Aufenthalts- und Asylangelegenheiten; Migration; Bekämpfung des Menschenhandels
    - Abteilung IV.3: Büro für Auslandsösterreicher:innen und digitale Anwendungen in der konsularischen Bürger:innenbetreuung
    - Abteilung IV.4: Rechtsschutz; Rechts- und Amtshilfe; allgemeine Rechtsangelegenheiten

  - Sektion V: Internationale Kulturangelegenheiten
    - Abteilung V.1: Grundsatz- und Rechtsfragen, Kulturabkommen, Koordination, Kulturbudget und Evaluierung
    - Abteilung V.2: Durchführung kultureller und wissenschaftlicher Veranstaltungen im Ausland
    - Abteilung V.3: Wissenschaftliche Zusammenarbeit; Dialog der Kulturen und Religionen
    - Abteilung V.4: Angelegenheiten der multilateralen Kulturpolitik und Sportangelegenheiten

  - Sektion VI: Management
    - Abteilung VI.1: Personalangelegenheiten
    - Abteilung VI.2: Personaldienstleistungen, Strukturfragen, Wissensmanagement
    - Abteilung VI.3: Budgetangelegenheiten, Controlling
    - Abteilung VI.6: Administratives Rechtswesen, Sektionskoordination, Archivwesen
    - Gruppe VI.A: Infrastruktur
      - Abteilung VI.4: Immobilienangelegenheiten
      - Abteilung VI.5: Bau- und Ausstattungsangelegenheiten
      - Abteilung VI.7: IKT

  - Sektion VII: Entwicklung
    - Abteilung VII.1: Entwicklungszusammenarbeit im Rahmen der Europäischen Union und Vereinten Nationen
    - Abteilung VII.2: Themen und Entwicklungsfinanzierung
    - Abteilung VII.3: Humanitäre Hilfe und Nahrungsmittelhilfe
    - Abteilung VII.4: Dreijahresprogramm; Zielgruppenbetreuung; Evaluierung
    - Abteilung VII.5: Bilaterale und regionale Planungs- und Programmangelegenheiten

Das Österreichische Kulturforum ist nachgeordnete Dienststelle der Sektion V. Für die Organisation der Außenwirtschaft Österreich der Wirtschaftskammer Österreich besorgt das Ministerium die Akkreditierungen, womit die Leiter der früheren Handelsdelegationen die Rechte genießen, die österreichisches Botschaftspersonal im betreffenden Staat hat.
Dem Ministerium ist außerdem die Ständige Vertretung Österreichs bei der Europäischen Union unterstellt.
Folgende ausgegliederte Einrichtungen sind dem Ressortbereich zuzuordnen:
- Austrian Development Agency GmbH (ADA)
- Diplomatische Akademie Wien
- Österreich Institut GmbH

## Budget
Das Budget des BMEIA für 2018 beträgt 502,6 Mio. Euro (Finanzierungsvorschlag) und für 2019 508,4 Mio. Euro (Finanzierungsvorschlag). Dies entspricht rund 0,64 % des Bundesgesamtbudgets oder rund 0,13 % des Bruttoinlandprodukts.
2018 werden 234 Mio. Euro auf operative Verwaltung aufgewendet, 263,6 Mio. auf Transferzahlungen und 44,9 Mio. Euro auf Investitionen. Die Transferzahlungen schließen insbesondere die Leistungen an die internationalen Organisationen ein.
2018 und 2019 sind 107,5 Mio. Euro bzw. 117,5 Mio. Euro für die Entwicklungszusammenarbeit budgetiert.

## Historische Entwicklung
Die Geschichte internationaler Diplomatie ist insgesamt eng mit der Stadt Wien verbunden. Die erste einheitliche Klassifikation von Diplomaten erfolgte anlässlich des Wiener Kongresses 1815 und durch das Aachener Protokoll 1818. Als unter dem Dach der Vereinten Nationen die Usancen internationaler Beziehungen in einen völkerrechtlichen Rahmen gegossen wurden, fanden die entsprechenden Konferenzen in Wien statt und gipfelten sowohl im Wiener Übereinkommen über diplomatische Beziehungen (1961) als auch im Wiener Übereinkommen über konsularische Beziehungen (1963).
Als Geburtsstunde des selbstständigen österreichischen diplomatischen Dienstes gilt das Jahr 1720, als Kaiser Karl VI. als Landesherr die Verwaltung der auswärtigen Beziehungen der Habsburgermonarchie dem Ersten Hofkanzler Philipp Ludwig Wenzel von Sinzendorf als dirigirenden Minister der auswärtigen Geschäfte übertrug. Nach seinem Tod 1742 wurde die Staatskanzlei (ab 1848 k.k. Ministerium des kaiserlichen und königlichen Hauses und des Äußern) von der Hofkanzlei getrennt. Im 1804 proklamierten Kaisertum Österreich und in der Doppelmonarchie Österreich-Ungarn, in der Außenpolitik zu den gemeinsamen Angelegenheiten beider Reichsteile gehörte, blieb das Äußere bis 1918 Prärogative des Monarchen und des von ihm berufenen Ministers. Dem ab 1861 berufenen bzw. gewählten Reichsrat bzw. nach dem „Ausgleich“ von 1867 mit Ungarn den Parlamenten beider Reichshälften stand Kritik am Außenminister, aber nicht Mitentscheidung zu.
Internationale Bekanntheit erwarb sich als kaiserlicher Außenpolitiker des Biedermeiers Staatskanzler Klemens Wenzel Lothar von Metternich, der den Ballhausplatz, wo er neben der Hofburg residierte, als Synonym für ein europäisches Machtzentrum erscheinen ließ.
Von 1867 an war das nunmehrige k.u.k. Ministerium des kaiserlichen und königlichen Hauses und des Äußern eines der drei gemeinsamen Ministerien der Realunion Österreich-Ungarn, wobei der „Minister des Kaiserlichen und Königlichen Hauses und des Äußeren“, so der offizielle Titel, auch den Vorsitz im Ministerrat für gemeinsame Angelegenheiten, kurz als gemeinsamer Ministerrat bezeichnet, führte. Denn für die Gesamtmonarchie wurde auf ungarischen Wunsch kein Ministerpräsident berufen.
1882 bewirkte Außenminister Graf Gustav Kálnoky den Dreibund (Österreich-Ungarn, Deutsches Reich, Königreich Italien) als Defensivbündnis, konnte aber infolge der engen Bindung der Monarchie an Deutschland nicht vermeiden, dass Österreich-Ungarn von vielen europäischen Staaten eher als potentieller Gegner denn als Freund empfunden wurde. Gegen den in Europa in der zweiten Hälfte des 19. Jahrhunderts wachsenden Nationalismus konnte der Vielvölkerstaat Österreich-Ungarn kein Rezept finden.
Am Ballhausplatz wurde im Juli 1914 von Minister Leopold Berchtold das verhängnisvolle Ultimatum an Serbien formuliert, das wenige Tage später in einer Kriegserklärung Österreich-Ungarns an das Königreich resultierte. Dem 84-jährigen Kaiser Franz Joseph I. als Entscheidungsträger war von Berchtold und dem kriegsfreudigen Generalstabschef Conrad der Eindruck vermittelt worden, die Ehre der Monarchie erfordere diese Kriegserklärung. Der daraus entstandene Große Krieg wurde später als Erster Weltkrieg bezeichnet. Im Krieg gab bis November 1916 der Generalstabschef den Ton an, nicht der Außenminister, dann Kaiser Karl I., wobei die Monarchie von 1914 an auf Grund ihrer militärischen Schwäche in immer stärkere Abhängigkeit vom Deutschen Reich geriet.
Nach dem Zerfall der Habsburgermonarchie entstand am 30. Oktober 1918 im neuen Staat Deutschösterreich in der Staatsregierung Renner I das Staatsamt des Äußeren, das am 10. November 1920, dem Tag des In-Kraft-Tretens der von der Nationalversammlung am 1. Oktober 1920 beschlossenen Bundesverfassung, in der Staats-, dann Bundesregierung Mayr I vom Bundesministerium für Äußeres abgelöst wurde, das ab 20. November 1920 (Bundesregierung Mayr II) erstmals als eigenständiges Bundesministerium geführt wurde.
Als Deutschösterreich gegründet wurde, bestanden die drei k.u.k. Ministerien noch, wurden aber, da das Königreich Ungarn die Realunion mit Österreich per 31. Oktober 1918 gekündigt hatte, de facto obsolet. Als der Kaiser für Deutschösterreich am 11. November 1918 auf jeden Anteil an den Staatsgeschäften verzichtete, hatte der seit 2. November 1918 von ihm mit der Leitung des Außenministeriums betraute Ludwig von Flotow das k.u.k. Außenministerium bis 1920 unter Aufsicht der republikanischen Regierung zu liquidieren.
Von 1923 bis 1938 wurden die auswärtigen Angelegenheiten aus Gründen der Sparsamkeit von einer Sektion im Bundeskanzleramt wahrgenommen. Einige Bundeskanzler der Ersten Republik fungierten daher auch als Außenminister (ohne den Titel zu führen) oder hatten (bis 1959) im Bundeskanzleramt einen Außenminister, der die außenpolitische Sektion leitete. Erst 1959 wurde auf Betreiben Bruno Kreiskys wieder ein eigenes Bundesministerium für auswärtige Angelegenheiten errichtet; die mit der ÖVP koalierende SPÖ hatte bei der Nationalratswahl 1959 mehr Stimmen erhalten als die Partei des Bundeskanzlers und setzte diese Verstärkung ihres Einflusses durch.
Mit Amtsantritt der Bundesregierung Gusenbauer, 2007, entschieden die Koalitionspartner SPÖ und ÖVP, das Ministerium umzubenennen. Als Grund nannte Außenministerin Ursula Plassnik, die bisherige Bezeichnung habe die Verwobenheit, Vernetztheit, Partnerschaft und Solidarität, die unsere internationalen Beziehungen prägen, nicht mehr klar genug zum Ausdruck gebracht, sondern eher den Beigeschmack von Abgrenzung gehabt. Die Änderung gehe nicht mit einer Änderung der Kompetenzen einher, schaffe aber einen neuen Akzent im Selbstverständnis der österreichischen Diplomatie. Offenbar wollte man als Teil der Europäischen Union die anderen Teile der Union auch nicht mehr als Ausland bezeichnen.
2007 fanden im Ministerium anlässlich des 50. Jahrestages der Unterzeichnung der Römischen Verträge am 25. März sowie des österreichischen Nationalfeiertags am 26. Oktober erstmals Tage der offenen Tür statt. Für interessierte Schülergruppen besteht die Möglichkeit, das Ministerium zu besuchen.
Im Zuge der Novelle des Bundesministeriengesetzes und der Angelobung von Sebastian Kurz als Außenminister am 16. Dezember 2013 wanderte auch das vormalige Staatssekretariat für Integration ins Außenministerium. Am 1. März 2014 erfolgte daher die Umbenennung des Ressorts in „Bundesministerium für Europa, Integration und Äußeres“.

### Zeitleiste

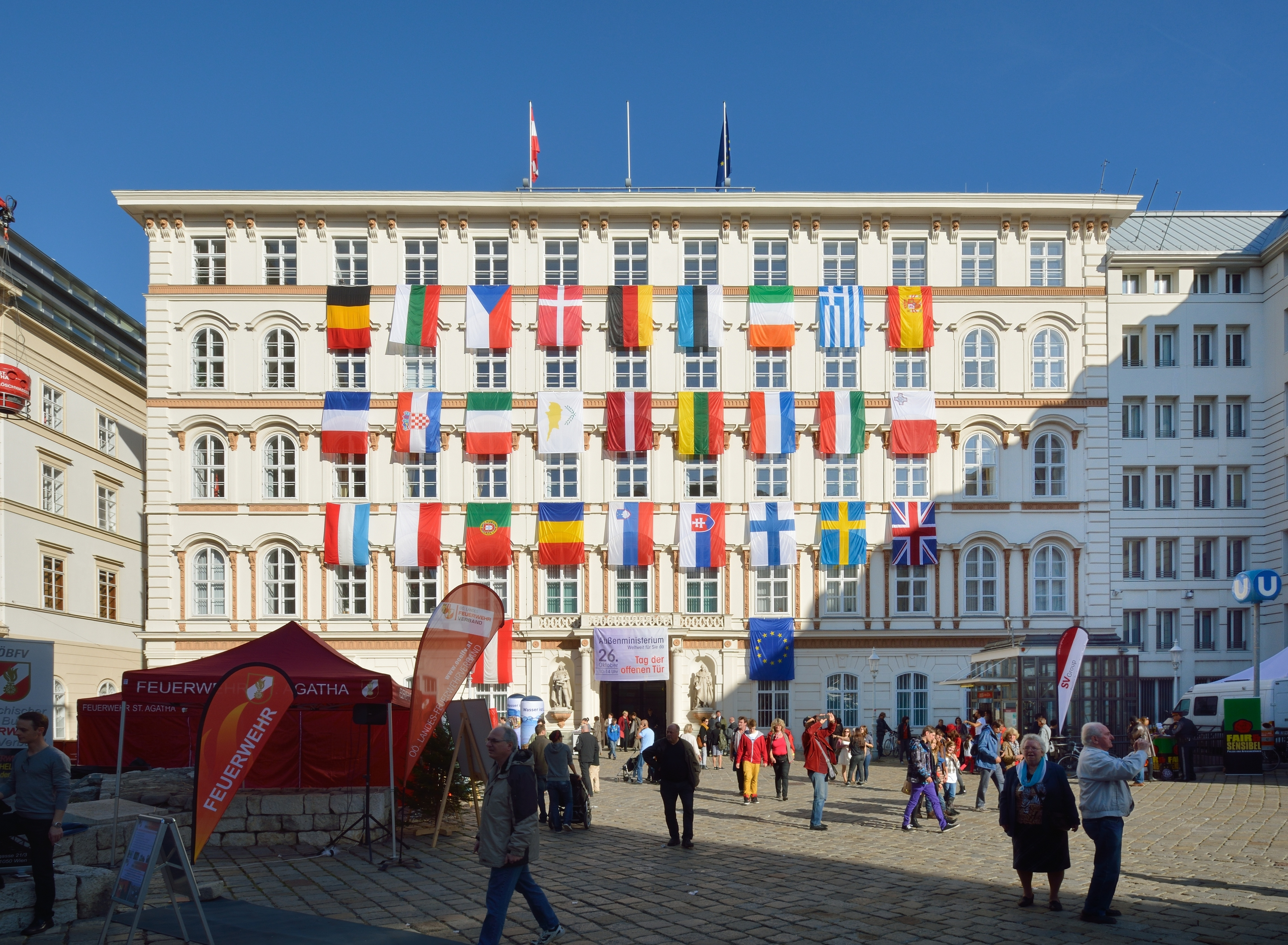
Die Fahnen der EU-Mitgliedstaaten an der Fassade des Ministeriums (Nationalfeiertag 2013)

- 1742: Geheime Haus-, Hof- und Staatskanzlei für die Angelegenheiten der Außenpolitik
- 21. Dezember 1867–11. November 1918: k. u. k. Ministerium des kaiserlichen und königlichen Hauses und des Äußern, eines der drei für die Gesamtmonarchie Österreich-Ungarn zuständigen k.u.k. Ministerien, dem Kaiser direkt unterstehend; der Minister war Vorsitzender des gemeinsamen Ministerrats
- 30. Oktober 1918: Staatsamt des Äußeren in der Staatsregierung Renner I Deutschösterreichs
- 31. Oktober 1918: Ungarn tritt aus der Realunion mit Österreich aus, das k.u.k. Außenministerium ist obsolet
- 12. November 1918: Deutschösterreich erklärt sich zur Republik. Das k.u.k. Außenministerium wird bis 1920 liquidiert.
- 10. November 1920: Bundesministerium für Äußeres (BfÄ) gemäß Bundes-Verfassungsgesetz, das an diesem Tag in Kraft tritt
- 1923: Eingliederung als Sektion Auswärtige Angelegenheiten in das Bundeskanzleramt (1945 so wiederhergestellt)
- 13. März 1938: Österreich wird an das Deutsche Reich „angeschlossen“, die österreichische Regierung ist nur mehr Befehlsempfänger Hitlers
- 27. April 1945: Die Provisorische Staatsregierung Renner 1945 und die folgenden Bundesregierungen verwalten außenpolitische Agenden im politischen Kabinettsrat der Staatsregierung bzw. im Bundeskanzleramt.
- 1959: Bundesministerium für Auswärtige Angelegenheiten (BMfAA, später BMAA) auf Betreiben von Bruno Kreisky (zuvor als Staatssekretär für Äußeres in der Bundesregierung Raab II und seit Einrichtung als eigenes Ministerium als Außenminister im Bundesregierung Raab III)
- 1987: Bundesministerium für auswärtige Angelegenheiten (BMaA) unter Bundeskanzler Franz Vranitzky (Bundesregierung Vranitzky II)
- 2005: Das Ministerium zieht aus dem Gebäude des Bundeskanzleramts aus (siehe Abschnitt Amtssitz).
- 2007: Bundesministerium für europäische und internationale Angelegenheiten (aus EU-politischen Gründen werden die anderen EU-Mitgliedstaaten in diesem neuen Namen des Ministeriums nicht unter Ausland subsumiert, sondern eigens erwähnt)
- 2014: Bundesministerium für Europa, Integration und Äußeres (das vormalige Staatssekretariat für Integration wird im Außenministerium als eigenständige Sektion geführt)
- 2020: Bundesministerium für europäische und internationale Angelegenheiten

## Amtssitz des BMEIA
Nach 286 Jahren am Ballhausplatz 2, seit 1923 Adresse des österreichischen Bundeskanzleramts, übersiedelte das Außenamt wegen des dort beschränkten Platzangebots, das mehrere Dependancen erforderlich machte, 2005 in das historische Niederösterreichische Landhaus in der Herrengasse 13 und das benachbarte ehemalige Statthaltereigebäude auf Nr. 11. Die Gebäude sind mit einer gläsernen Brücke verbunden. Der Haupteingang befindet sich am Minoritenplatz 8 gegenüber dem Kanzleramt. Das Landhaus war bis 1996 Sitz der Niederösterreichischen Landesregierung und des Niederösterreichischen Landtags, die damals nach St. Pölten übersiedelten.
Im Landhaus befindet sich der ehemalige Landtagssaal mit hochbarocken Deckenfresken, bis 1883 auch Sitzungssaal des Herrenhauses des Reichsrats und von 21. Oktober bis 11. November 1918 der Provisorischen Nationalversammlung für Deutschösterreich. „Wappensaal“ (mit Reproduktionen historischer Landkarten aus dem Bestand der Österreichischen Nationalbibliothek) und „Alois Mock-Saal“ (Historienmalerei-Zyklus von Leopold Kupelwieser) stehen für Veranstaltungen zur Verfügung.
In den beiden Gebäuden ist heute die gesamte so genannte „Zentrale“ des Außenministeriums untergebracht, lediglich die Diplomatische Akademie und die dort angesiedelte Außenpolitische Bibliothek befinden sich nicht am Minoritenplatz, sondern an ebenfalls historischer Adresse im 4. Wiener Gemeindebezirk. Ein Teil des Gebäudes an der Herrengasse wird von der Landesregierung unter dem Namen „Palais Niederösterreich“ als Veranstaltungszentrum weiter verwendet.